# The Four Seasons
The Four Seasons — американская вокальная группа, добившаяся международной популярности в начале 1960-х годов. В 1990 году была включена в Зал славы рок-н-ролла, а в 1999 — в Зал славы вокальных групп.

## История
Лид-вокалист и фронтмен группы Фрэнки Валли является обладателем уникального фальцета и способен переходить на него со своего «натурального» баритона без обычного для певцов фальцетом разрыва. Когда по совету продюсера Боба Крю использовать эту его способность участник The Four Seasons Боб Гаудио написал песню «Sherry», к группе пришёл большой успех — в конце лета 1962 года «Sherry» возглавила американский национальный чарт.

## Классический состав (1960-е гг.)
- Фрэнки Валли (англ. Frankie Valli, род. 3 мая 1934) — лид-вокал
- Боб Гаудио[англ.] (англ. Bob Gaudio, род. 17 ноября 1942) — вокал (тенор), клавишные
- Томми Девито[англ.] (англ. Tommy DeVito, род. 19 июня 1928) — вокал (баритон), лид-гитара
- Ник Масси (англ. Nick Massi, 19 сентября 1927 — 24 декабря 2000) — вокал (бас), бас-гитара, аранжировка вокала (покинул группу в 1965 г.)
— Ника Масси позже заменил Джо Лонг[англ.] (англ. Joe Long, род. 5 сентября 1941)[4]

## Дискография
См секцию «The Four Seasons § Discography» в англ. разделе.

## Достижения
- Песни «Big Girls Don’t Cry» и «Walk Like a Man» в исполнении группы The Four Seasons входят в составленный Залом славы рок-н-ролла список 500 Songs That Shaped Rock and Roll[5].

## Киновоплощения
Клинт Иствуд, по мотивам бродвейского мьюзикла, снял фильм «Парни из Джерси» (Jersey Boys). В основу картины легла биография популярной в 60-х годах группы «The Four seasons». Ставшей популярной еще до возникновения Битлз. Четыре парня рассказывают каждый свою часть истории группы, непосредственными участниками которой они являются. Это история четырех парней под фонарем, сумевших задержаться в сердцах людей на четыре десятилетия. Мечтая выбраться из Джерси, парни сталкиваются с различными трудностями, постоянная нехватка денег, регулярные приводы в полицию создают дополнительные неприятности. Но необычный голос Френки, солиста группы, молодость и огромное желание, интересная музыка которую привнес в группу Боб, сделали свое дело и «The Four seasons» стали популярны. Музыка, соединившая парней, становится и величайшим для них испытанием. Проблемы с мафией, карточные долги, потеря взаимопонимания внутри группы, семейные проблемы и все это на фоне огромной популярности. Не все выдерживают испытание славой и большими деньгами. Именно с больших долгов и начинается развал группы.